# Radomirovac
Radomirovac (en serbe cyrillique : Радомировац) est un village de Bosnie-Herzégovine. Il est situé dans la municipalité de Novi Grad et dans la république serbe de Bosnie. Selon les premiers résultats du recensement bosnien de 2013, il compte 442 habitants.

## Démographie

### Évolution historique de la population dans la localité
| 1948 | 1953 | 1961 | 1971 | 1981 | 1991 | 2013 |
| ---- | ---- | ---- | ---- | ---- | ---- | ---- |
| -    | -    | 883  | 833  | 786  | 557  | 442  |

|  |

### Communauté locale
En 1991, la communauté locale de Radomirovac comptait 1 168 habitants, répartis de la manière suivante :